# Russell Page
Pour l’article homonyme, voir Page.
Russell Page, né le 1er novembre 1906 à Tatershall dans le Lincolnshire et mort le 4 janvier 1985 à Londres, est un jardinier et paysagiste britannique.

## Biographie
Montague Russell Page est le fils d'Harold Ethelbert Page (1876–1966), notaire à Lincoln, et de son épouse, Ida Flora, née Martin (1875–1963). Il est pensionnaire à Charterhouse School, dans le Surrey, où son oncle, Thomas Ethelbert Page (en) enseigne. Il se passionne pour les jardins dès l'adolescence. Après ses études secondaires, il étudie les beaux-arts à la Slade School of Fine Art de Londres, puis complète sa formation à Paris. Il rentre en Angleterre en 1932 et grâce à André de Vilmorin commence à s'intéresser à l'art du jardin. Il travaille à partir de 1935 quelque temps avec le paysagiste Geoffrey Jellicoe. En 1937, il devient « fellow » de l'Institute of Landscape Architects, fondé par Richard Sudell pour lequel il travaille, et contribue à sa revue, Landscape and Garden. Pendant la Seconde Guerre mondiale, Russell Page travaille au service de la propagande de la BBC et se trouve en poste notamment au Caire et à Ceylan. Il habite en France entre 1945 et 1962. En 1947, il épouse à Paris la nièce de Georges Gurdjieff, Lida, dont il divorce en 1954, il a un fils de cette union (David Page est en réalité le fils de Nick Putnam, cf Mémoires de Jean François Revel, 1997). Il retrouve son ami André de Vilmorin et d'autres grâce auxquels il élargit sa clientèle. Sur la recommandation de l'Institute of Landscape Architects, Russell Page est chargé par le British Council de concevoir les parcs et jardins de l'Anglo-Iranian Oil Company à Abadan. Russell Page est le premier architecte paysagiste à être décoré de l'ordre de l'Empire britannique en 1952. C'est lui qui dessine le jardin du pavillon français de l'exposition universelle de Bruxelles en 1958. Il gagne le grand prix d'honneur pour le jardin de la maison Vilmorin aux floralies de 1959. Il a épousé le 30 décembre 1954 la veuve de René Daumal, Véra Milanova, morte en 1962, qui l'encouragea toujours à écrire. Il publie The Education of a Gardener en 1962.
Russell Page est à l'origine de nombreux parcs et jardins qu'il conçoit en Europe occidentale et aux États-Unis. C'est lui qui dessine par exemple le jardin du Victoria and Albert Museum de Londres, le temple de Flore de l'arboretum national de Washington, etc. Parmi sa clientèle, on distingue le duc et la duchesse de Windsor, Léopold III, William Walton - créant avec Lady Susana Walton les jardins de La Mortella à Ischia - Babe et William Paley, Oscar de la Renta, Marcel Boussac, Giovanni Agnelli pour la compagnie Fiat, Lady Baillie, la Frick Collection, le baron et la baronne van Zuylen, Amos Laurence pour le château de Boussy-Saint-Antoine, etc. Il est aussi l'auteur des jardins du château Malet au Cap-d'Ail (France).
Il reçoit la médaille de l'Académie française d'architecture en 1977.
Russel Page meurt au 10 Bryanston Square, Westminster, à Londres le 4 janvier 1985 ; il est inhumé à Badminton, dans le Gloucestershire, le 11 janvier suivant. 

## Publications
- The Education of a Gardener, 1962

## Postérité

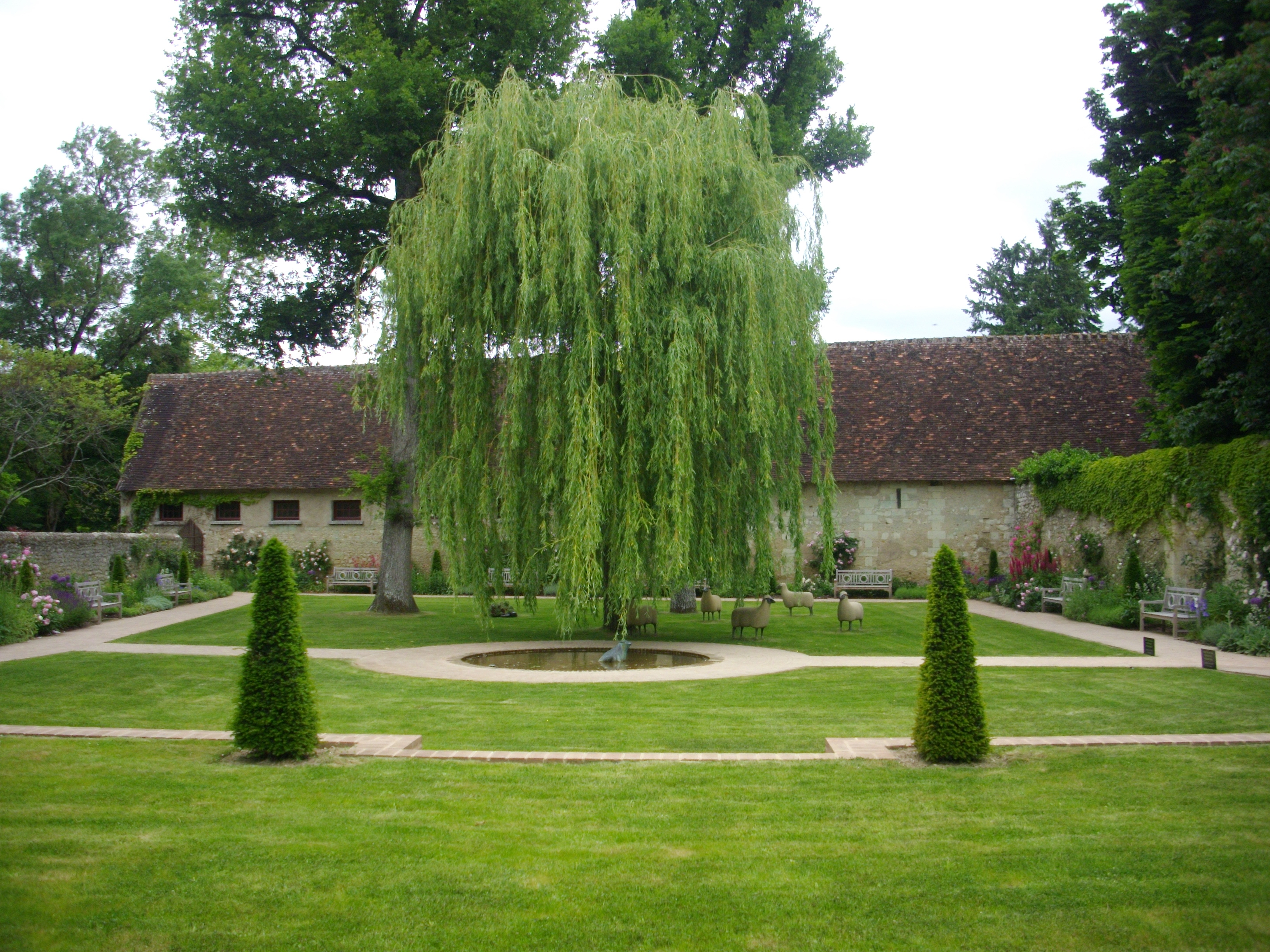
Jardin Russell Page au château de Chenonceau

- Son jardin conçu à Londres au Battersea Festival Gardens est restauré en 2004.
- Un jardin idéal « en hommage à Russell Page » créé par Nicholas Tomlan a été dévoilé au public dans le parc du château de Chenonceau, le 2 juin 2018[7],[8],[9],[10].

## Distinctions
- 1952 : officier de l'ordre de l'Empire britannique[2]